# África do Sul nos Jogos Olímpicos de Verão de 1924
A África do Sul nos Jogos Olímpicos de Verão de 1924, em Paris, na França competiu representada por 30 atletas masculinos, que disputaram provas de 25 modalidades esportivas de sete esportes diferentes, conquistando um total de 3 medalhas, sendo 1 de ouro, 1 de prata e uma de bronze. A África do Sul terminou assim, na 18ª colocação no quadro geral de medalhas da competição.

## Medalhistas

### Ouro
- William Smith —Boxe;

### Silver
- Sydney Atkinson — Atletismo

### Bronze
- Cecil McMaster — Atletismo